# Město v ohrožení
Město v ohrožení (v německém originále Stadt in Angst) je první díl dvanácté řady německého akčního seriálu Kobra 11. Premiérově odvysílán byl 13. března 2008 na stanici RTL, v Česku 8. prosince 2008 na TV Nova.

## Obsazení
| Erdogan Atalay    | Semir Gerkhan    |
| Gedeon Burkhard   | Chris Ritter     |
| Charlotte Schwab  | Anna Engelhardt  |
| Carina Wiese      | Andrea Gerkhan   |
| Gottfried Vollmer | Dieter Bonrath   |
| Dietmar Huhn      | Horst Herzberger |
| Guntbert Warns    | Remberk          |
| Daniela Wutte     | Sussanne König   |